# Heleomyza setulosa
Heleomyza setulosa är en tvåvingeart som först beskrevs av Leander Czerny 1924.  Heleomyza setulosa ingår i släktet Heleomyza och familjen myllflugor. Inga underarter finns listade i Catalogue of Life.